# Tagab (district de Badakhshan)
Tagab est un district de la province de Badakhshan en Afghanistan. Sa population est estimée à 22 000 habitants.